# The Terror of the River
A The Terror of the River Carl Barks író és rajzoló 1946-ban megjelent képregénye Donald kacsa főszereplésével. A történetet a Dell Comics Four Color című sorozatának 108. számában adták ki először, melyben Donald és unokaöccsei egy lakóhajón indulnak el New Orleans felé. Útközben váratlanul rájuk támad egy hatalmas vízi sárkánykígyó, amiről azonban hamarosan kiderül, hogy valójában egy gépezet, amit egy mániákus ijesztegető irányít.
A The Terror of the River egyike Barks első olyan történeteinek, melyek a második világháború után születettek. Ebben az átmeneti időszakban az író és rajzoló művei olyan új elemekkel gazdagodtak, melyek az évek során későbbi munkáiban is gyakran visszatértek és megkülönböztették azokat korábbi történeteitől.

## A történet megszületése, megjelenése és jelentősége
Carl Barks 1946-ban írta és rajzolta meg a The Terror of the Rivert, mely az alkotó első olyan nagyobb története volt, ami a második világháború után keletkezett. A The Terror of the River alapja egy régi, el nem készített Disney-rövidfilm, a Prehistoric Mickey, melyben Mickey egér, Donald kacsa és Goofy szintén egy hatalmas vízikígyóval találták volna szembe magukat. Barks történetében azonban hamar kiderül, hogy a szörny valójában egy gépezet, amit egy őrült ijesztegető irányít. A háborodott gonosztevő megalkotásának részben a cenzúra megkerülése volt a célja. Bark tudta, hogy a kiadó füzeteiben nem engedélyezi az erőszakot, de úgy gondolta, hogy ha a történet gonosztevője „teljesen lökött”, a szerkesztők könnyebben elfogadják azt, és a gyerekek sem rémülnének meg tőle.
A Western Publishing, a Dell Publishing partnercége 1946. január 25-én vette át a huszonnyolc oldalas The Terror of the Rivert, mely végül a Four Color 108. számában jelent meg. Az eredeti kiadás után a történetet többször is kiadták, először 1947-ben, a Better Little Book 1432. számában, mely a Donald Duck and the Green Serpent címet viselte.
A második világháború végétől kezdődően Barks történetei gyakran a klasszikus rémtörténetek elemeit is felhasználva sötétebbek és összetettebbek lettek. Ebben a tekintetben a The Terror of the River, valamint a vele egy füzetben megjelent The Firebug, mérföldkőnek számít Barks alkotásai között. A The Terror of the River a korábbi történetektől eltérően nem kincskereső kaland, cselekményének nem egy eltűnt vagy elrabolt családtag felkutatása a kiindulópontja és nem egy képzeletbeli társadalom környezetében játszódik. Emellett a The Terror of the River jól szemlélteti a különbséget a kor rövidebb, tíz oldalas Disney-képregényei, és a maradandóbb, húsz–harminc oldalas történetek között. A tíz oldalas történetek általában a stúdió rövid animációs filmjeinek tematikája szerint egymást követő gegekre épültek. A hosszabb történetekben ezzel szemben a kalandé lett a főszerep, bár a cselekmény ezeknél is általában egy humoros jelenettel kezdődött és azzal is végződött. Jelentősebb eltérés, hogy míg a rövidfilmekben és rövid történetekben a szülő és a gyermek, így például Donald és unokaöccsei, szemben álló felek, addig a hosszabb képregénykalandokban egymás oldalán állnak. Ezekben a történetekben, melynek egyik első jelentős példája a The Mummy’s Ring című történetben található, a gyerekek ügyességüket és találékonyságukat nem a szülő „legyőzése”, hanem annak megmentése érdekében, éretten és felelősségteljesen használják fel.

## A cselekmény
Donald egy árverésen határozott szándéka ellenére szert teszt egy lakóhajóra. Kezdeti ellenérzése ellenére később úgy véli, hogy jó szórakozás lenne kipróbálni szerzeményét, így másnap unokaöccseivel, Tikivel, Nikivel és Vikivel elindul Floodout városába, hogy a kikötőben átvegye a hajót. A nem túl fényes állapotú vízi alkalmatosság rendbehozatala, és néhány, saját bőrén megtapasztalt lecke után az Ohión, Donald úgy dönt, hogy készen állnak egy hosszabb kirándulásra, és elindulnak New Orleans felé.
Este a folyón, mikor már mindegyikük nyugovóra tért, Donald egyik unokaöccse félálomban egy hatalmas sárkánykígyót lát elúszni a hajó felől. Másnap az egészet csak álomnak véli, de reggeli után testvéreivel meglepődve tapasztalják, hogy a hajófedélzet sáros, az egyik tartórúd pedig elgörbült. Donald nem akar hinni a sárkánykígyóban, de az ő kételye is hamar eloszlik, mikor a szörnyeteg kiemelkedik a vízből. Miután elmenekülnek, jelentik az esetet a helybeli seriffnek, de az nem hisz nekik és nem akar foglalkozni az üggyel. Unokaöccsei ijedelme ellenére Donald úgy véli, hogy mivel elég messzire hajóztak attól a ponttól, ahol a sárkánykígyóval találkoztak, nyugodtan folytathatják az útjukat New Orleans felé. A szörnyeteg azonban ismét felbukkan, és ezúttal a hajóra is rátámad. Donald egyik unokaöccse egy csónakcsáklyát dob a kígyó nyakába, erre az sziszegve elmerül. A csáklyán egy gumidarabot találnak, melyből rájönnek, hogy a szörny valójában nem valódi, hanem valamiféle gépezet. Donald és unokaöccsei úgy döntenek, hogy végére járnak a rejtélynek. A sárkánykígyó aznap nem tűnik fel ismét, így a hajót estére kikötik egy cövekhez és nyugovóra térnek.
Másnap Donald megdöbbenve tapasztalja, hogy már nem az Ohión horgonyoznak, hanem a Mississippin. A cöveket, melyhez a hajót kikötötték, közelebbről megvizsgálva kiderül, hogy az valójában egy periszkóp, mely hirtelen alámerül. Donald a hátrahagyott buborékokat követve egy motoros kis csónakon üldözőbe veszi a víz alatti szerkezetet, amikor hirtelen a sárkánykígyó ismét felbukkan, bekapja őt, a lakóhajót pedig szárazra veti.
Tiki, Niki és Viki repülőgépről próbálnak rátalálni a víz alatti gép árulkodó buborékjaira, amiket egy szigetig követnek, majd pedig hogy a szerkezetet ki tudják húzni a vízből, vontatóhajót bérelnek. Eközben Donaldot a sárkánykígyó-gépezet működtetője megkötözve fogva tartja. Kiderül, hogy egyetlen célja az álszörnnyel az volt, hogy jól ráijesszen az emberekre. Tiki, Niki és Viki több napon át követi a gépezet pusztítás övezte útját a buborék-nyomok után kutatva, melyek azonban egy idő után elmaradnak. A fiúk ezért csapdát állítanak, hogy a gépezetet csalják oda magukhoz. A vontatóhajóval kihúznak a vízből egy megfeneklett bárkát, és azt maguk előtt tolva elindulnak a folyón. Donald fogvatartója észreveszi a magányos hajót és nem tud ellenállni a csábításnak, hogy ismét jól ráijesszen az emberekre. A csapdát csak későn veszi észre, Tiki, Niki és Viki pedig addigra kötelet akasztanak a sárkánykígyó nyakára. A gépezet megsérül, a víz pedig kezd betörni a szerkezetbe, amitől a gonosztevő pánikba esik és nem tudja mitévő legyen. Donald ráveszi őt, hogy engedje szabadon, és a szorult helyzetet kihasználva sikerül harcképtelenné tennie fogvatartóját. A kaland után a kormány, hálából a rejtély felderítéséért, egy új hajóval jutalmazza meg Donaldékat.

## A történet motívumai
Bár a The Terror of the River kezdetben a rémtörténetekre jellemző módon egy titokzatos, természetfeletti lény jelenlétét sugallja, a fenyegetésről hamar kiderül, hogy valójában nagyon is emberi. Ez a fordulat Barks más, későbbi történeteinek is visszatérő elemévé vált, így például az egy évvel később megjelent The Ghost of the Grotto, vagy az 1948-as The Old Castle’s Secret című alkotásában. Donald Ault megítélése szerint a történet egy „apokaliptikus témát” dolgoz fel, melynek negatív főszereplője, a háborodott „ijesztegető” pusztulást hoz saját hazájára.
A The Terror of the River nem sokkal a második világháború vége után született meg, így annak borzalmai és képei még élénken éltek és jelen voltak az emberek gondolataiban. Tom Andrae megítélése szerint Barks története erősen épít az Egyesült Államok lakosainak a tengeralattjáró támadásoktól való félelmére. A paneleken az „ijesztegető” pusztító útját hasonló látvány jellemezi, mint amilyenek a világháború alatt megjelent újságok fényképein voltak láthatóak. A The Terror of the River, akárcsak a világháború alatt és után megjelent sok más képregénytörténet is, azt sugallja, hogy a háború elől még Amerika, mint hátország sincs biztonságban. A háborús képregények központi témája a hazafiasság és a „kegyetlen”, gyakran rasszista és sztereotip, xenofób módon ábrázolt tengelyhatalmak és szövetségeseik ellen való harc volt. Barks történetében ezzel szemben az ellenség nem egy idegen, hanem egy szadista hajlamú, háborodott amerikai.
Andrae véleménye szerint az „ijesztegetőben” olyan pszichológiai jegyek is felfedezhetőek, melyek a háborút megélt amerikaiakra is jellemzőek voltak, bár Barks erre való utalást nem tett a történetben. A csatákból visszatérő, testi és lelki sérüléseket egyaránt elszenvedett katonák rehabilitációja, és a társadalomba való ismételt integrációja jelentős problémát jelentett az Egyesült Államok kormánya számára. A veteránok megítélése kettős volt. Míg a közösség dicsőítette ezeknek a férfiaknak a hősiességét és a hazáért hozott áldozatát, ugyanakkor tartottak is tőlük, és gyakorlatilag minden visszatérő katonára, mint „kegyetlen gyilkológépre” és „potenciális pszichiátriai esetre” tekintettek. Barks történetében az „ijesztgető” a tevékenységével valójában saját félelmeit próbálja leplezni és megtagadni. Mikor gépezetét kezdi elönteni a víz, pánikba esik és a félelem megbénítja. Andrae ezeket a jellemvonásokat, vagyis az erőszakosságot, agressziót, a késztetést a domináns szerep kivívásához és megtartásához, valamint sebezhetőségük és gyengeségük leplezését párhuzamba állítja azoknak a kormányoknak a politikájával, melyek támogatják a háborút.